# Kosma Złotowski
Kosma Tadeusz Złotowski, né le 14 janvier 1964 à Bydgoszcz, est un homme politique polonais, membre de Droit et justice (PiS).